# Yallourn

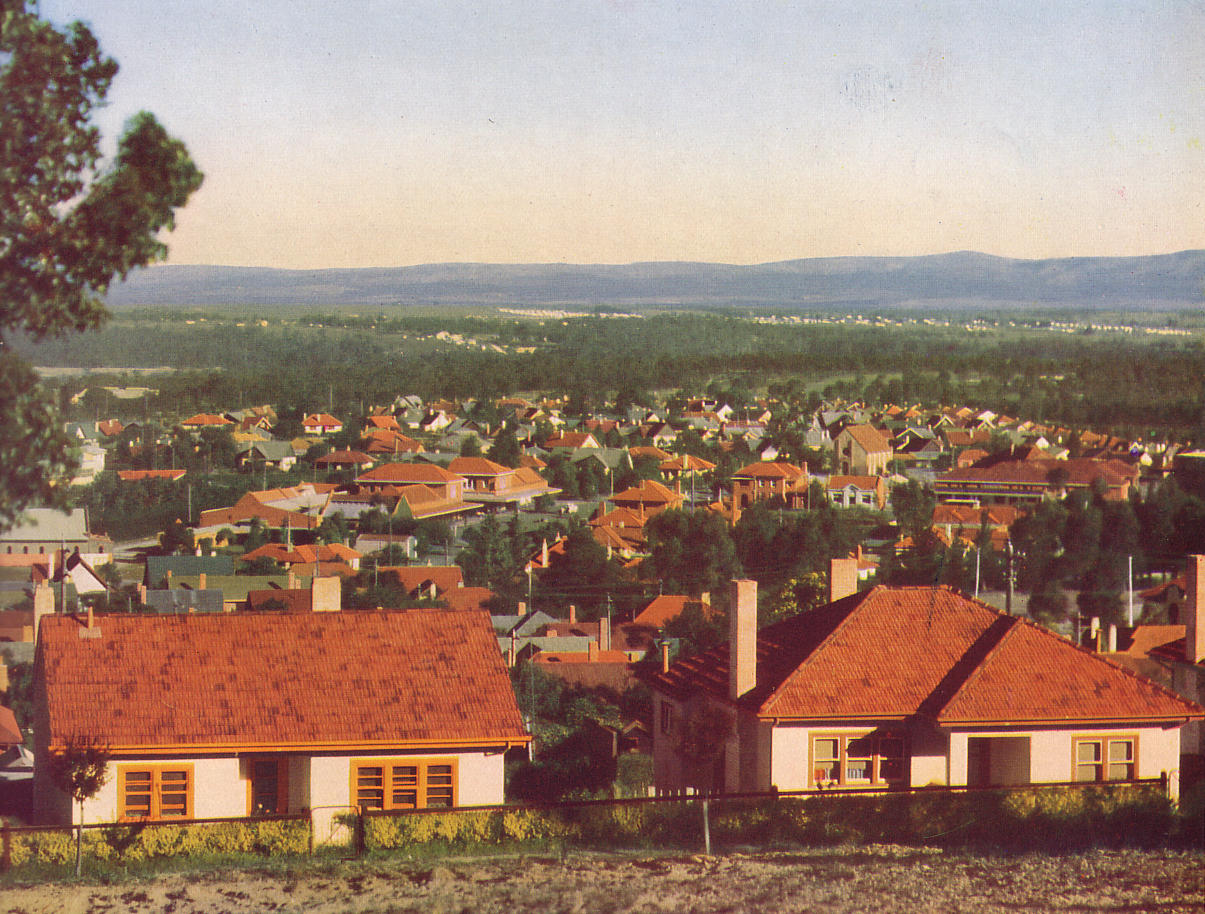
Yallourn, Victoria, Australien

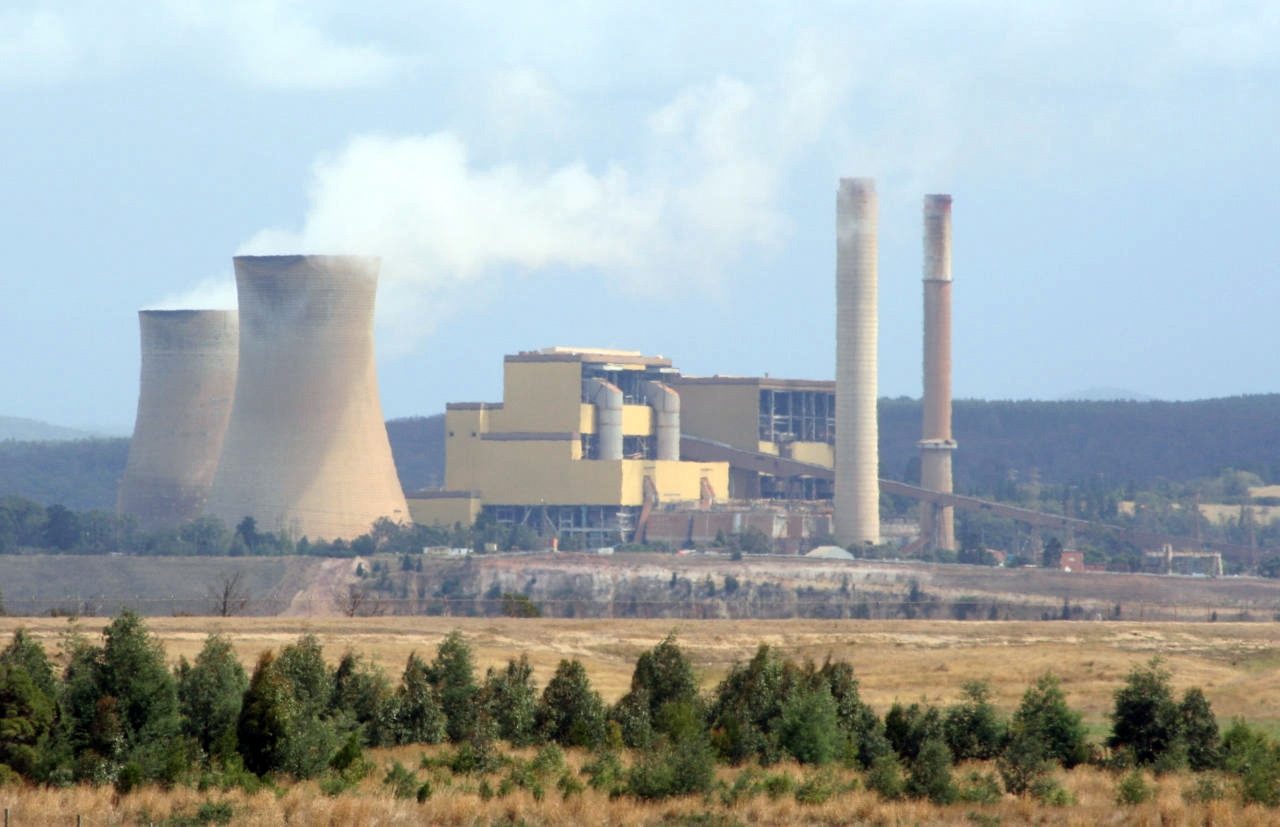
Yallourn W Power station

Yallourn var en företagsägd stad i delstaten Victoria i sydöstra Australien. Staden började byggas upp under 1920-talet som en planerad idealstad för de anställda vid företaget State Electricity Commission of Victoria, som hade verksamhet i närheten av Yallourn kraftstation.
Staden hade likheter med de tidiga brittiska trädgårdsstäderna Welwyn Garden City och Letchworth Garden City, som stadsarkitekten A.R. La Gerche inspirerats av. I centrum fanns ett torg med shopping och runt hela staden ett grönt bälte med parker, naturlig vegetation och rekreationsområden. Som mest hade staden omkring 5 000 invånare och alla vuxna jobbade åt samma företag, vilket präglade den sociala situationen eftersom företaget hade total kontroll på allting.
I början av 1980-talet flyttades dock staden för att Yallourn W Power station skulle få tillgång till de stora mängder brunkol som fanns i marken under staden. De familjer som blev tvungna att flytta från staden bosatte sig i de flesta fall i närliggande städer som Moe, Morwell, Newborough, Traralgon och Yallourn North i Latrobe Valley.
Idag finns inte staden längre, men 
många av husen har flyttats till närliggande städer. Trähusen har fått nya fasader men de typiska tegeltaken har bevarats.